# Intel Celeron
Celeron es el nombre que lleva la línea de microprocesadores de bajo costo de Intel. El objetivo era poder, mediante esta segunda marca, acceder en los mercados cerrados a los Pentium, de mayor rendimiento y precio. 
El primer Celeron fue lanzado en agosto de 1998, y estaba basado en el Intel Pentium II. Posteriormente, salieron nuevos modelos basados en las tecnologías Intel Pentium III, Intel Pentium 4 e Intel Core 2 Duo. El más reciente está basado en el Core 2 Duo (Allendale) también conocido como intel celeron d (dual core)
En el momento en el que se introdujo el Celeron, preocupaba a Intel la ya mencionada pérdida de cuota de mercado en los sectores de bajo poder adquisitivo (low-end). Para evitar competencia, dejaron de lado el estandarizado Socket 7 y lo reemplazaron por el Slot 1. Las demás marcas (AMD, Cyrix) tuvieron dificultades de índole técnica y legal para fabricar microprocesadores compatibles.
Los procesadores Celeron pueden realizar las mismas funciones básicas que otros, pero su rendimiento es inferior. Por ejemplo, los Celeron usualmente tienen menos memoria caché o algunas funcionalidades avanzadas desactivadas. Estas diferencias impactan variablemente en el rendimiento general del procesador. Aunque muchos Celeron pueden trabajar prácticamente al mismo nivel de otros procesadores, algunas aplicaciones avanzadas (videojuegos, edición de vídeo, programas de ingeniería, etc.) tal vez no funcionen igual en un Celeron.
Se dividen en tres categorías, las cuales se dividen a su vez en varias subclases:
- P6: Basada en los procesadores Pentium II y Pentium III
- Netburst: Basada en los procesadores Pentium 4
- Intel Core: Basados en los procesadores Intel Core 2 Duo

## Procesadores P6

### Covington
Esta primera generación de procesadores Celeron se caracterizó por tener un núcleo idéntico al de un Pentium II, pero carecía por completo de memoria caché L2, esto hizo que su rendimiento fuera muy pobre en tareas de ofimática, pese a que era ligeramente superior a los Pentium MMX (el modelo de 266 MHz tenía un rendimiento casi idéntico al Pentium MMX de 233 MHz); de hecho, el modelo de 300 MHz mostraba un rendimiento inferior al Pentium II de 233 MHz, pero su precio podría ser igual o ligeramente superior. El pobre desempeño empañó el nombre de Celeron y los ingenieros de Intel comenzaron la obra de rediseñar la línea Celeron para redimirlo.

### Mendocino

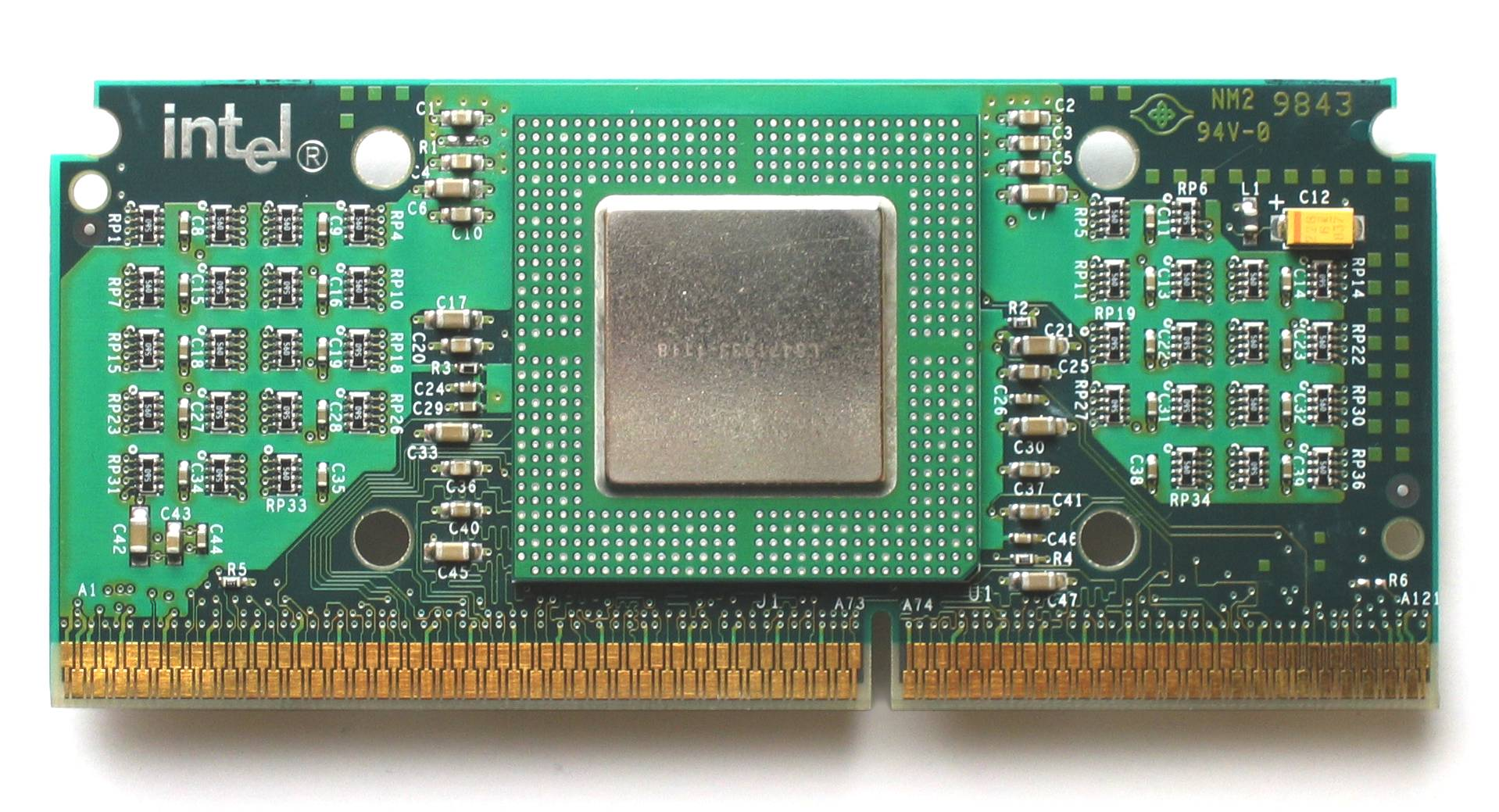
Intel Celeron Mendocino 300 MHz en cartucho SEPP.

Habiendo pasado un mal momento con los Covington, esta vez Intel decidió hacer las cosas lo mejor posible, y el resultado fue excelente. Los procesadores Mendocino tuvieron un excelente desempeño y llegó a considerarse que habían sido demasiado exitosos en la competencia con los rivales, incluido el Pentium II, el cual a Intel le reportaba un beneficio monetario mayor.
La clave para esto fue el agregado de la memoria caché en el propio microprocesador. En todos los demás aspectos era idéntico. El primer Celeron Mendocino tenía una velocidad de 266 MHz, igual que los de la línea Covington, pero su desempeño era muy superior. Para distinguirlos de los modelos anteriores, fueron llamados Celeron-A. Por este motivo, algunos llaman a la serie Mendocino entera Celeron-A.
Este procesador fue el primero que usó caché L2 integrada en el microprocesador, lo cual requiere un proceso de fabricación complejo. Hasta ese momento, la mayoría de los sistemas tenían a la memoria caché ubicada en la placa madre, lo cual era más barato pero también menos efectivo. Por ejemplo, los procesadores Pentium II tenían alrededor de 512 Kilobytes de caché ubicados junto al procesador en la placa madre, trabajando a la mitad de la velocidad del procesador. Los nuevos Mendocino tenían tan solo 128 Kilobytes, pero trabajaban a la velocidad del CPU.
A pesar de su pequeñez, la mayor velocidad de la caché de los nuevos Celeron significó que fueron un gran éxito, especialmente entre los Overclockers, que descubrieron que con una buena placa madre, un Celeron 300 podía alcanzar los 450 MHz, estando a la par de los más veloces procesadores del mercado. 
Posteriormente, fueron lanzados nuevos modelos de Mendocino a 333, 366, 400, 433, 466, 500 y 533 MHz. En estos modelos, el hecho de que el Front Side Bus (FSB) fuese de 66 MHz signficó un severo obstáculo, y a partir de los 520 los Celeron Mendocino dejan de ser excelentes para ser meramente competitivos.
Los Mendocino también se manufacturaron para computadoras portátiles, con velocidades de 266, 300, 333, 366, 400, 433 y 466 MHz.

### Coppermine-128
La Nueva generación de Celeron fueron los Coppermine-128, también conocidos como Celeron II. Eran derivados de los Pentium III Coppermine y fueron puestos en venta en marzo del año 2000. Tenían 128 KB de caché al igual que los Mendocino y la velocidad del bus estaba restringida a 66 MHz. El menor FSB y la reducida cantidad de caché era lo que los distinguía de los Pentium III.
A pesar de que se suponía que tenían una versión renovada, el beneficio de esto no era notable, y el Celeron era el único procesador que seguía usando FSB y memoria RAM a 66 MHz. Por lo tanto, era mucho más lento que sus competidores y no tuvo una buena acogida en el mercado. Fabricar una versión de 100 MHz habría sido sencillo para Intel, pero la empresa estaba teniendo problemas en la producción y decidió concentrar sus esfuerzos en la fabricación de Pentium III, que tenían un margen de ganancia mucho mayor.
Los Celeron Coppermine usaron el Socket 370, al igual que los Pentium III. Se comercializó con velocidades de 533, 566, 600, 633, 666, 700, 733 y 766 MHz. El limitado bus de 66 MHz hacía que entre la mayoría de los modelos no hubiese una diferencia de rendimiento significativa. Esto no significó un problema mientras el principal competidor fue el K6-2 de AMD, pero cuando los nuevos AMD Duron basados en los procesadores AMD Athlon salieron al mercado con sus mayores cachés y velocidades de bus más elevadas, el Celeron Coppermine quedó casi obsoleto, al igual que había sucedido con los Covington.
Finalmente, el 3 de enero de 2001 Intel comercializó los primeros Celeron de 1000 MHz y la mejora en el rendimiento fue notable. A pesar de que el Celeron 800 (el primero en usar un FSB de 100 MHz) todavía estaba muy por debajo de los Duron, era una opción viable. La diferencia de rendimiento entre un Celeron 800 y un Pentium III 866 es notable, el aumento en el caso del Pentium III es un 30% en velocidad aproximado, gracias al doble de caché L2 (256 KB) y su menor latencia, y el bus FSB de 100 a 133 MHz. También se fabricaron modelos de 850, 900, 950, 1000 y 1100 MHz. El Coppermine-128 llegó hasta bien entrado el año 2002, y a pesar de que nunca se destacó por su desempeño, se mantuvo como una opción entre aquellos que no necesitaban un gran poder de cómputo.

### Tualatin
La siguiente serie de Celeron estaba basada en la versión Tualatin de Pentium III, y se utilizó en su fabricación un proceso de 130 nanómetros. Llevaban el apodo "Tualeron", una conjunción de Tualatin y Celeron. Los primeros microprocesadores de la serie tenían velocidades de 1000 y 1100 MHz (que llevaban la letra A para distinguirlos de los procesadores Coppermine de la misma velocidad). La línea continuó con microprocesadores de 1200, 1300 y 1400 MHz.
Los Tualerons eran idénticos a los Pentium III del momento, excepto porque tenían un FSB de 100 MHz en lugar de los 133 del Pentium III. Su memoria caché era ligeramente más lenta que la de los Pentium III, pero esto no modificaba el funcionamiento de un modo notable. Por otro lado, es sencillo subir el FSB a 133 MHz, para obtener así un rendimiento muy similar al del pentium III (ya que ambos tienen la misma cantidad de caché)
Esta última serie de procesadores P-6 no tuvo un lugar importante en el mercado, en gran parte debido a que fueron vendidos al mismo tiempo que los primeros modelos basados en Pentium 4 y muchos creyeron que la mayor velocidad de estos últimos redundaría en un mayor rendimiento. Esto no era así y los compradores más experimentados terminaron con los últimos procesador Tualatin, especialmente en el segmento de las computadoras portátiles ya que el menor consumo de energía de los Tualeron alargaba la vida de la batería.

### Banias-512
Esta versión de Celeron, vendida bajo la marca Celeron M, está basada en los procesadores Pentium M y se diferencia de esta en que tiene la mitad de memoria caché y en que no soporta la tecnología SpeedStep. Si bien su desempeño es comparable al de los Pentium M, la batería dura notablemente menos usando un Celeron M que en una máquina con Pentium M.
Una computadora portátil con procesador Celeron M no se considera parte de la tecnología Centrino, más allá de los demás componentes que incluya, ya que se le da al nombre Centrino a las laptops que están constituidas por 3 componentes de Intel, que son las tarjetas Intel PRO/Wireless, el microprocesador (que sería Pentium M, Core Solo, Core Duo, Core 2 Duo...) y principalmente la placa base que por lo regular contiene un chipset Intel. este microprocesador es más rápido eficaz que los demás

### Shelton (también conocida como Banias-0)
La versión Shelton es similar a la Banias, sólo que no tiene caché L2. Es usada en la placa madre D845GVSH de Intel y está orientada a los mercados donde el precio es el factor más importante a la hora de comprar un ordenador (principalmente Asia y Latinoamérica). Se le identifica como Intel Celeron 10B GHz para diferenciarlo de los modelos de 1 GHz de las tecnologías Coppermine-128 y Tualatin.
Básicamente este procesador diseñado para la placa madre D845GVSH se introdujo en el mercado para competir con el Samuel C3 de VIA, en ambos casos el procesador se encuentra soldado a la placa madre.

## Procesadores Netburst

### Willamette-128
La nueva línea de Celeron estaba basada en los Pentium 4 Willamette y, por lo tanto, tenía un diseño completamente distinto. Son conocidos también como Celeron 4. Tienen una memoria caché L2 de 128 Kilobytes en lugar de 256 o 512, pero en otros aspectos son similares los Pentium 4. 
A pesar de que esta reducción del caché reduce significativamente el rendimiento de los microprocesadores, han tenido una buena acogida porque, al igual que el Mendocino 300A, pueden ir a velocidades bastante más altas que las nominales.

### Northwood-128
Estos Celeron están basados en la arquitectura versión de los Pentium 4, y tienen también 128 KB de caché. Son, prácticamente, iguales a los Willamette y no hay una diferencia sustancial de rendimiento.

### Celeron D (Prescott 256 & Cedar Mill 512)
El Celeron D está basado en las versiones Prescott & Cedar Mill de los Pentium 4 y tiene un caché más grande que los anteriores: 256 KB (Prescott) / 512KB (Cedar Mill). Además, el FSB de 533 MHz y las tecnologías SSE3 y EM64T lo convierten en un procesador de buenas prestaciones. Trabajan con los chipsets Intel 875, 865, 915 925 y 945 y están disponibles para el Socket mPGA 478 o LGA 775.
En esta ocasión, se ha dejado de lado los nombres basados en los ciclos de procesador. Hoy Cada procesador es denominado con un número, hasta ahora han sido lanzados los siguientes:

| Número       | Frecuencia (GHz) | FSB (MT/s) | Litografía (nm) | Caché L2 (KB) |
| ------------ | ---------------- | ---------- | --------------- | ------------- |
| 310          | 2,13             | 533        | 90              | 256           |
| 315          | 2,26             | 533        | 90              | 256           |
| 320          | 2,40             | 533        | 90              | 256           |
| 325 325J 326 | 2,53             | 533        | 90              | 256           |
| 330 330J 331 | 2,66             | 533        | 90              | 256           |
| 335 335J 336 | 2,80             | 533        | 90              | 256           |
| 340 340J 341 | 2,93             | 533        | 90              | 256           |
| 345 345J 346 | 3,06             | 533        | 90              | 256           |
| 347          | 3,06             | 533        | 65              | 512           |
| 350          | 3,20             | 533        | 65              | 256           |
| 351          | 3,20             | 533        | 90              | 256           |
| 352          | 3,20             | 533        | 65              | 512           |
| 355          | 3,33             | 533        | 90              | 256           |
| 356          | 3,33             | 533        | 65              | 512           |
| 360          | 3,46             | 533        | 65              | 512           |
| 365          | 3,60             | 533        | 65              | 512           |

Las principales diferencias del nuevo núcleo son:
- Fabricación en tecnología de 9 micrones (90 nanómetros) y 6,5 micrones (65 nanómetros), en lugar de los 13 micrones del Celeron previo.
- Pipeline de 31 etapas, en lugar de las 20 del núcleo Northwood.
- Set de instrucciones SSE3, con 13 nuevas instrucciones.
- Caché primario de Datos de 16 Kb, en lugar de 8 Kb, pero con una latencia mayor.
- Caché secundario de 256 Kbytes (Prescott) / 512 Kbytes (Cedar Mill), en lugar de los 128 KB del núcleo previo, nuevamente con 50% mayor latencia.
- Frecuencia frontal de 133 MHz en lugar de 100 MHz (o 533 en lugar de 400 MHz, de acuerdo a la forma marketera de medir el FSB)

El Celeron D es el primer Celeron en utilizar los nuevos números de modelo de Intel, mediante los cuales Intel pretende desenfatizar el uso de la frecuencia máxima del procesador como un parámetro de comparación, ya que no es la única característica que identifica el rendimiento de estos microprocesadores, sino también la arquitectura (escala de integración) y sus características especiales como XD (Execute Disabled Bit), EM64T (Intel 64), y la cantidad de memoria caché que poseen.

## Procesadores Intel Core

### Celeron dual-core (Allendale)
Intel lanzó procesadores Celeron de doble núcleo llamados Celeron E1000 y Celeron E1200 en enero del 2020 con características iguales.